# Asjön
För andra betydelser, se Asjön (olika betydelser).
Asjön är en sjö i Olofströms kommun i Blekinge och ingår i Skräbeåns huvudavrinningsområde. Sjön har en area på 0,0592 kvadratkilometer och ligger 86,3 meter över havet.

## Delavrinningsområde
Asjön ingår i det delavrinningsområde (624042-142140) som SMHI kallar för Mynnar i Skräbeån. Medelhöjden är 105 meter över havet och ytan är 27,38 kvadratkilometer. Räknas de 11 avrinningsområdena uppströms in blir den ackumulerade arean 152,83 kvadratkilometer. Snövlebodaån som avvattnar avrinningsområdet har biflödesordning 2, vilket innebär att vattnet flödar genom totalt 2 vattendrag innan det når havet efter 33 kilometer. Avrinningsområdet består mestadels av skog (68 procent) och jordbruk (14 procent). Avrinningsområdet har 0,31 kvadratkilometer vattenytor vilket ger det en sjöprocent på 1,1 procent. Bebyggelsen i området täcker en yta av 2,43 kvadratkilometer eller 9 procent av avrinningsområdet.